# Veerle Blondeel
Veerle Blondeel (Eeklo, 14 januari 1975) is een Belgische kogelstootster en discuswerpster. Ze werd meervoudig Belgisch kampioene kogelstoten en discuswerpen en behoort sinds de jaren negentig tot de beste Belgische werpsters. Haar broer Wim Blondeel behoort ook tot de Belgische top in kogelstoten en haar zus Patricia Blondeel is een hamerslingeraarster.
In 2012 veroverde Veerle Blondeel met de discus haar twintigste nationale titel, verzameld over een periode van zeventien jaar.

## Belgische kampioenschappen
Outdoor
| Onderdeel    | Jaar                                                                         |
| ------------ | ---------------------------------------------------------------------------- |
| kogelstoten  | 2000, 2001, 2003, 2004, 2005, 2006                                           |
| discuswerpen | 1995, 1996, 1997, 1998, 1999, 2000, 2001, 2003, 2004, 2005, 2006, 2007, 2012 |

Indoor
| Onderdeel   | Jaar                                     |
| ----------- | ---------------------------------------- |
| kogelstoten | 2000, 2001, 2002, 2003, 2004, 2005, 2006 |

## Persoonlijke records
| Onderdeel             | Prestatie       | Datum            | Plaats      |
| --------------------- | --------------- | ---------------- | ----------- |
| kogelstoten (outdoor) | 16,70 m (ex-NR) | 28 augustus 2004 | Tessenderlo |
| kogelstoten (indoor)  | 16,22 m         | 20 februari 2005 | Gent        |
| discuswerpen          | 57,70 m         | 17 juli 2003     | Knokke      |